# DINA SA
DINA S.A. (Diesel Nacional S.A. de C.V.) è un costruttore messicano di autobus urbani ed interurbani, nonché di autocarri della gamma media e pesante, attivo dal 1951 al 2001. Nel corso del 2007, dopo un'interruzione ufficialmente dovuta alla necessità di riorganizzazione societaria il marchio DINA è riapparso presentando un catalogo di veicoli composto da due autobus.

## Storia

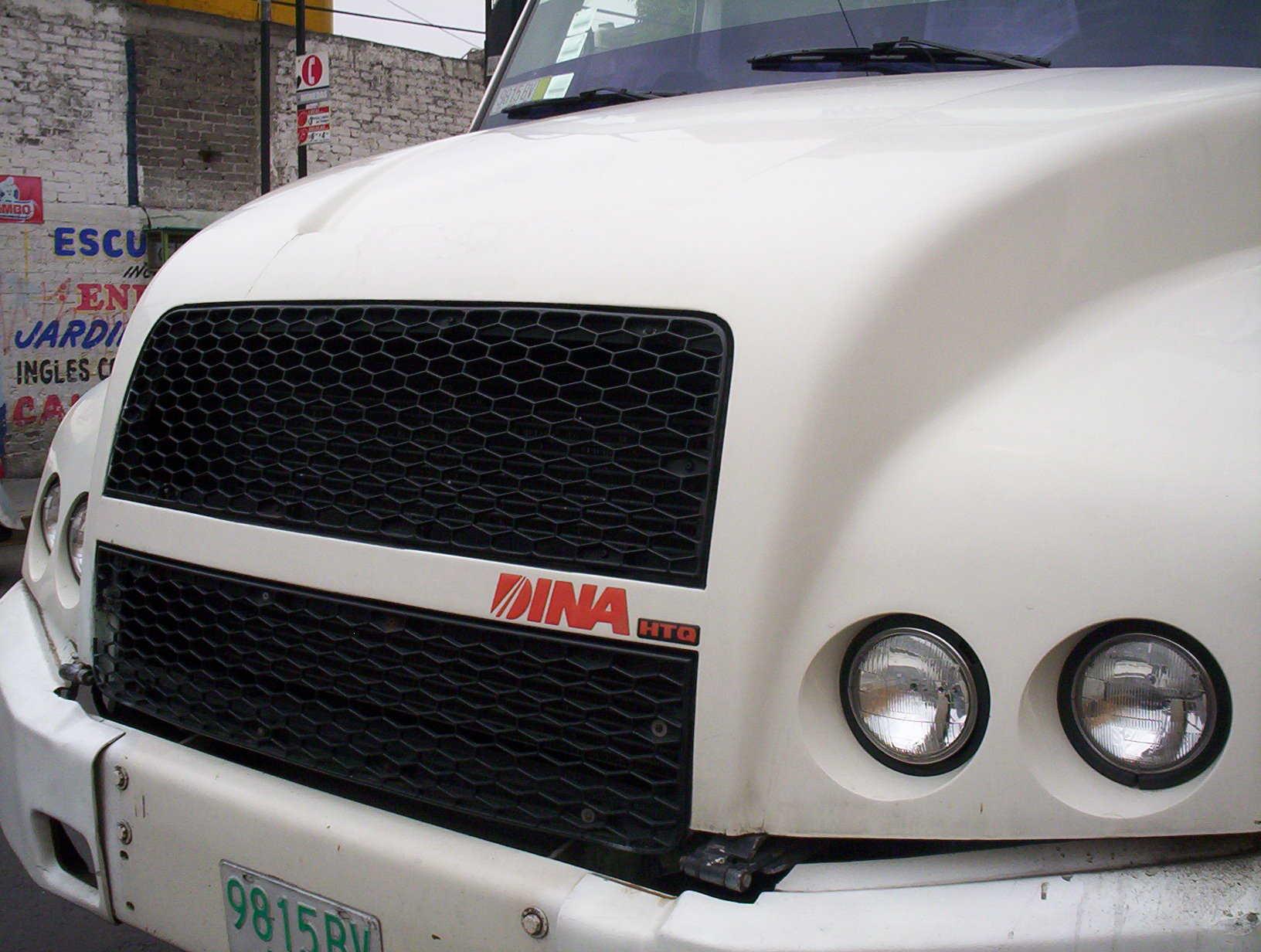
Frontale di un autocarro DINA

Il Consorcio G Grupo Dina, S.A. è stato uno dei principali produttori di camion medi e pesanti del Messico fino alla sua chiusura nel 2001. Possedeva inoltre il 39 % di MCII (USA), un costruttore di autobus interurbani e di parti di ricambio automobilistiche. In più produceva componenti di plastica per uso interno e la vendita esterna.

### 1951 - 1989
La società National Diesel S.A. è stata fondata nel 1951 - semplicemente chiamata DINA - dal governo messicano come azionista di maggioranza e con la partecipazione minoritaria italiana della FIAT SpA, per produrre, montare e distribuire autoveicoli: automobili, camion e autobus e i relativi motori diesel per uso industriale ed agricolo, gli accessori e le parti di ricambio.
Una nuova fabbrica è stata costruita a Ciudad Sahagun.
DINA ha firmato un accordo di licenza con Fiat Veicoli Industriali nel 1952 per montare e distribuire i camion diesel pesanti in Messico per conto del costruttore italiano. Ha fabbricato i modelli Fiat 682N, 682T e l'autobus 682RN fino nel 1959. Ha inoltre montato e distribuito le automobili Fiat 500, 1100 e 1400 dal 1957 al 1960.
Al termine del contratto di licenza DINA ha poi firmato un accordo con la francese Regie Nationale Renault nel 1962, cominciando il montaggio dei modelli D-500, D-680 e D-700 nel 1963 e la produzione di motori nel 1968. Una filiale di DINA inoltre ha montato automobili Renault che hanno avuto però un modesto successo, meno del 10% del mercato del nuovo nel 1976. Nel 1978, Renault decise di creare una propria filiale di assemblaggio in Messico, con DINA che prende una partecipazione del 40 %. Questa partecipazione è stata ceduta a Renault nel 1983.
Nel 1973 DINA ha rilevato una partecipazione di 60 % nella Motores Perkins S.A., filiale locale del noto costruttore di motori diesel, precedentemente nelle mani della filiale messicana della Chrysler Corporation.
La crisi petrolifera del 1981/1982 ha portato una crisi finanziaria nel Messico che ha provocato molti tagli di produzione. Il numero di unità prodotte nel 1982 è caduto dalle 15.400 a 10.500 per gli autocarri, il numero di bus è sceso da 1.800 a 700.
Nei primi mesi del 1983 l'azienda funzionava soltanto al 25 % della sua capacità produttiva, perdendo circa US$ 150 milioni dovendo adottare un programma di riorganizzazione drastico, licenziando 2.500 dei 7.570 operai.
La DINA è stata aiutata, tuttavia, da un decreto governativo del 1983 che impose che i camion oltre 11 t dovevano essere a motore diesel e fabbricati soltanto da aziende con partecipazione azionaria messicana di maggioranza. In questo modo, nel 1987, DINA copriva il 75 % del mercato messicano degli autocarri pesanti e più del 25 % del mercato dei rimorchi.
Nel 1985 creò una joint venture con la General Motors per produrre circa 50.000 autocarri diesel all'anno, principalmente destinati all'esportazione verso gli Stati Uniti. GM doveva avere una partecipazione del 40 % ma, la joint-venture non ebbe mai seguito.
Nel 1987 Navistar International Corp. prende una partecipazione del 5 % in Dina Camiones. DINA produce la nuova serie S Navistar, camion che era stato progettato specialmente per il mercato messicano. Lo stesso anno Chrysler rileva l'8 % di DINA.

### 1989 - 2001

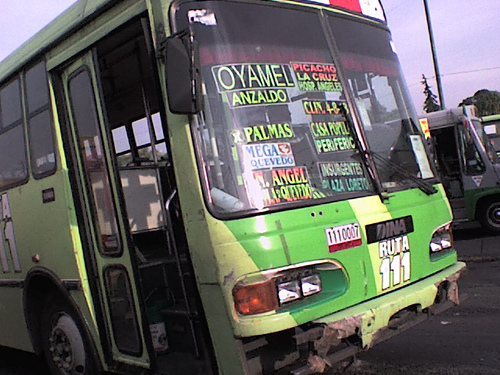
Dina autobus a Città del Messico

Il governo del Messico decise di vendere Dina nel 1989 a Raymundo Gomez Flores, che cambiò il nome in Consorcio G, S.A. de C.V.
Chrysler e Navistar hanno mantenuto le loro partecipazioni in Dina Camiones e il governo messicano inoltre ha mantenuto una quota di 5,7 % in questa filiale.
Navistar ha aumentato la sua quota nel 1991 al 17,5 % e ha firmato un contratto di fornitura di motori diesel prodotti nella fabbrica Navistar nel parco Melrose, nell'Illinois.
La società è diventata più un assemblatore che un costruttore comprando più componenti all'estero.
Nel 1992, ha firmato un accordo con la società brasiliana Marcopolo S.A. per i modelli Paradiso e Viaggio per il mercato messicano.
La filiale bus di Dina è diventata il più importante costruttore in America del Nord con una produzione di circa 2.000 unità annue, arrivando, nel 1993, a coprire il 46 % del mercato messicano dei bus interurbani e il 40 % del mercato messicano dei camion.
Nel 1994 Dina rileva la Motor Coaches Industries International Inc. (MCII), il più grande fornitore di autobus interurbani. Questa acquisizione ha fatto di Dina il più grande costruttore di bus in America del Nord, con un fatturato di US$ 1.4 miliardi.
Nel 1994 inizia una grave crisi finanziaria che provocò la svalutazione del peso e una recessione economica severa. Le vendite di autobus sono cadute da 2.040 a 169 e quelle dei camion da 30.644 a 5.219.
Nel 1996, essendosi aperti i mercati americani e canadesi in seguito alla firma degli accordi NAFTA, Dina ha potuto penetrare più facilmente quei mercati. La MCII ha assorbito Dina Autobuses S.A. nel 1997.
Nel 1998 solo il 23 % del fatturato proveniva dal mercato nazionale, il resto dall'esportazione. Nel 1998 Dina ha deciso di chiudere il rapporto con Navistar.
Per ridurre il suo debito, Dina ha dovuto vendere il 61 % di MCII.
Dina Camiones continua ad operare nella fabbrica di Ciudad Sahagun, mentre una nuova filiale, Dina Internacional, in joint-venture con Mercedes-Benz in Argentina, viene costituita per coprire il mercato sudamericano.
La famiglia Gomez Flores attraverso Grupo Empresarial, aveva il 62.5 % della Dina alla fine del 1999.
Il 9 giugno 2000, Dina chiude i battenti e il 14 luglio annuncia la sua impossibilità di onorare il pagamento della prima rata di 6.5 milioni di US$ di rimborso di un prestito. Il 20 luglio Western Star Trucks viene venduta a Freightliner Co. che aveva accordato una licenza alla Dina nell'ottobre 1999 per la fabbricazione di autocarri.
Il 28 settembre 2000 Western Star Trucks mette un termine al rapporto con Dina in maniera unilaterale. Dina aveva fabbricato solo 700 esemplari del modello destinato al mercato americano.
Il 28 ottobre 2000 Dina lancia un'azione giudiziaria contro Western Star Trucks davanti alla Camera di Commercio Internazionale per rottura di contratto.
Nel febbraio 2001 il fallimento della Dina è già evidente, l'11 settembre 2001 chiude l'ultimo stabilimento di Ciudad Sahagún.
La Dina aveva come filiali principali:
- Desarollo Integral de Nuevas Actividades, S.A. de C.V.;
- Dina Camiones, S.A. de C.V. (92.59%);
- Dina Comercializadora, S.A. de C.V.;
- Dina Internacional, S.A. de C.V. (Argentina).